# Within These Walls
Within These Walls (br: Muros de Expiação) é um filme de drama estadunidense de 1945 dirigido por H. Bruce Humberstone e escrito por Eugene Ling e Coles Trapnell. O filme é estrelado por Thomas Mitchell, Mary Anderson, Edward Ryan, Mark Stevens, B.S. Pully e Roy Roberts. O filme foi lançado em 13 de julho de 1945 pela 20th Century Fox.

## Elenco
- Thomas Mitchell como Warden Michael Howland
- Mary Anderson como Anne Howland
- Edward Ryan como Tommie Howland
- Mark Stevens como Steve Purcell
- B.S. Pully como Harry Bowser
- Roy Roberts como Martin 'Marty' Deutsch
- John Russell como Rogers
- Norman Lloyd como Peter Moran
- Harry Shannon como Head Guard 'Mac' McCafferty